# Пирролизидин
Пирролизидин (1-азабицикло[3.3.0]октан) — гетероциклическое органическое соединение, представляющее собой систему из двух пирролидиновых колец, имеющих общий атом азота. Образует центральную химическую структуру различных алкалоидов, известных под общим названием пирролизидиновые алкалоиды. Представляет собой бесцветную маслянистую жидкость с аминным запахом. Преимущественно существует в конформации с цис-сочленением колец.
По своим химическим свойствам пирролизидин является третичным амином, который легко образует соли и четвертичные аммониевые основания, например тетрахлораурат, гексахлор-платинат, пикрат, иодметилат. При окислении он легко превращается в N-оксид. При воздействии щелочей на четвертичные соли пирролизидина происходит расщепление кольца; последующее гидрирование продуктов реакции приводит к 1-метил-2-пропилпирролидину.

## Получение
Получают пирролизидин путём действиея концентрированной серной кислоты на N-бром-2-про-пилпирролидин, циклизацией N,N-дибром-4-аминогептана, каталитическим дегидратированием 2-(3-аминопропил)фурана с последующим гидрированием промежуточно образующегося 1,2-триметиленпиррола, конденсацией оснований Манниха, полученных из пиррола, с малоновым эфиром с последующей восстановительной циклизацией.

## Пирролизидиновые алкалоиды

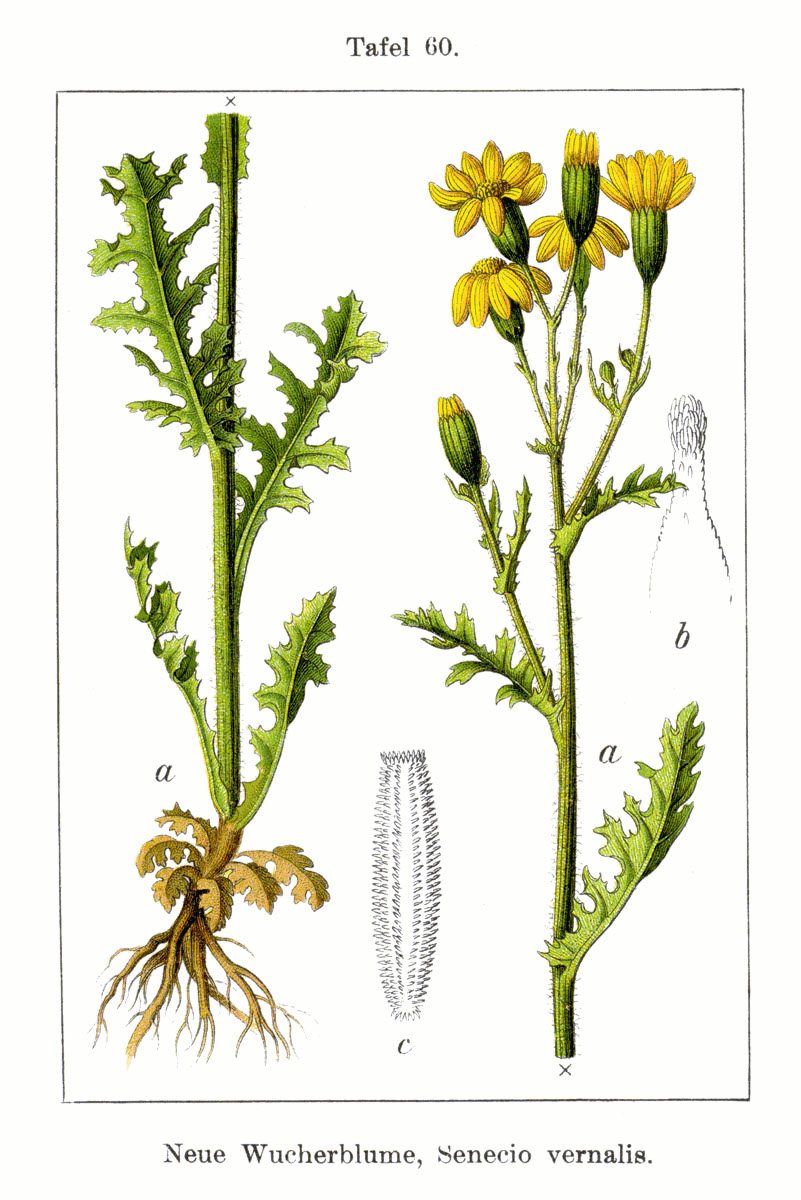
Крестовник весенний (Senecio vernalis).
Ботаническая иллюстрация Якоба Штурма
из книги «Deutschlands Flora in Abbildungen»
(1796)

К производным этой группы принадлежит большая группа растительных алкалоидов. Они содержат в своей молекуле остаток пирролизидина. Обнаружены пирролизидиновые алкалоиды в 14 семействах растений, а также в организмах животных. Наиболее богаты данными алкалоидами растения родов бузульник (Ligularia) и Кресто́вник (лат. Senécio) из семейства сложноцветных, чернокорень (Cynoglossum), гелиотроп (Heliotropium) и трахелантус (Trachelanthus) семейства бурачниковых, кротолярия (Crotolaria) семейства бобовых. Всего они найдены в примерно 250 видах растений.
Биосинтетическим предшественником служит диамин — кадаверин. Одна его молекула окисляется до гамма-аминомасляного альдегида, который, реагируя с неизмененным амином, образует шиффово основание. Из него пирролизидины образуются путём последующих реакций окисления, восстановления и циклизации. Обычно растительные пирролизидиновые алкалоиды обладают структурой сложных неинновых спиртов с одно- (гелиотрин) или двухосновными (платиффишш) полифункциональными нециновыми кислотами.
Пирролизидиновые алкалоиды принято разделяют на три группы:
- неэфирные алкалоиды,
- сложные эфиры монокарбоновых кислот,
- макроциклические диэфиры.

Канцерогенные и гепатотоксические свойства пирролизидиновых алкалоидов проявляются в результате летального синтеза, и образующийся в печени при метаболизме пирролизидинов резонансно стабилизированный катион способен атаковать биологические нуклеофилы — белки и нуклеиновые кислоты, повреждая их структуру.
Существуют пирролизидиновые алкалоиды, применяемые в медицине. Наибольшее значение среди них имеют платифиллин и саррацин, содержащиеся в растениях рода крестовник (Senecio).